# Tomáš Hájovský
Tomáš Hájovský (Bojnice, 10 dicembre 1982) è un calciatore slovacco, difensore dello Sparta Sulkov.

## Carriera

### Club
Segna l'ultimo gol nel Baník Sokolov il 5 ottobre 2008 nella vittoria fuori casa per 0-2 contro il Hradec Králové, dove mette a segno il gol del definitivo risultato.
Debutta con il Viktoria Plzeň il 14 marzo 2009 nel pareggio casalingo per 0-0 contro il Příbram. Segna il primo gol con il Viktoria Plzeň il 4 aprile 2009 nella vittoria fuori casa per 1-4 contro il Baník Ostrava, dove mette a segno il momentaneo 1-3. Segna l'ultimo gol con il Viktoria il 30 maggio 2009 nella vittoria fuori casa per 0-2 contro il Viktoria Žižkov.
Debutta con il Hradec Králové il 28 agosto 2010 nella sconfitta casalinga per 1-0 contro il Příbram, in cui subentra all'85' a Jiří Poděbradský. Gioca l'ultima partita nel Hradec Králové nel pareggio casalingo a reti bianche contro lo Slovácko, in cui viene anche ammonito.
Gioca la sua ultima partita nel Baník Sokolov il 19 novembre 2011 nella vittoria casalinga per 3-1 contro lo Zenit Čáslav.
Gioca l'ultima partita con il Viktoria il 6 maggio 2012 nella vittoria fuori casa per 0-1 contro il Mladá Boleslav, dove subentra all'89' a Vladimír Darida.
Debutta con il Příbram il 28 luglio 2012 nella sconfitta casalinga per 0-4 contro lo Slovan Liberec, dov'è anche autore di un'autorete.

## Palmarès
- Coppa della Repubblica Ceca: 1

Viktoria Plzeň: 2009-2010
- Campionato ceco: 1

Viktoria Plzeň: 2010-2011